# Ferreira do Alentejo (freguesia)
Ferreira do Alentejo is een plaats (freguesia) in de Portugese gemeente Ferreira do Alentejo en telt 4866 inwoners (2001).